# Lipiodol
El lipiodol, también denominado aceite etiodizado (ethiodized oil), es un medio de contraste yodado oleoso, de elevada densidad, que se emplea en medicina con fines diagnósticos para realizar histerosalpingografías y linfografías y con fines terapéuticos para la quimioembolización transarterial del cáncer de hígado. Anteriormente se utilizaba para exploraciones del canal espinal como mielografías y radiculografías, inyectandolo en el canal raquideo para detectar compresiones de la medula espinal causadas por hernia discal.